# Yakîn
Yakîn ou Yarib est un fils de Siméon fils de Jacob et de Léa. Ses descendants s'appellent les Yakinites.

## Yakîn et ses frères
Yakîn ou Yarib a pour frères Yemouël ou Nemouël, Yamîn, Ohad, Tsohar ou Zérah et Shaoul,,,.

## Yakîn en Égypte
Yakîn ou Yarib part avec son père Siméon et son grand-père Jacob pour s'installer en Égypte au pays de Goshen dans le delta du Nil.
La famille des Yakinites dont l'ancêtre est Yakîn ou Yarib sort du pays d'Égypte avec Moïse,.